# Monastirea Argeșului

Monastirea Argeșului este o baladă populară aparținând folclorului românesc care dezvoltă unul dintre miturile esențiale ale acestuia și anume mitul estetic.
Subiectul este generat de o superstiție potrivit căreia, pentru a rezista, orice construcție trebuie să aibă zidită în temelii o ființă. „Monastirea Argeșului” este în același timp balada și legendă. Este o baladă deoarece se construiește într-un poem narativ, cu elemente descriptiv-lirice, care dezvoltă un subiect fantastic, se prezintă un erou de excepție, cu un destin impresionant. Este o legendă întrucât explică, în viziune populară, apariția unui monument de arhitectură: biserica mănăstirii de la Curtea de Argeș, zidită sub domnia lui Neagoe Basarab, între anii 1512 și 1517.
Balada este o îmbinarea ingenioasă a unsprezece motive folclorice, distribuite pe parcursul celor cinci momente ale acțiunii.
Prima parte a baladei conține motivul alegerii locului pentru zidire și motivul zidirii. Negru-Vodă împreună cu zece „meșteri mari/Calfe și zidari”, într-un decor mirific, caută pe malul Argeșului un loc perfect pentru a construi o mănăstire cum alta să nu mai fie. Mergând astfel se întâlnesc cu un ciobănaș care le povestește despre un zid „părăsit și neisprăvit/La loc de grindiș/La verde-aluniș”. Ajungând acolo, voievodul decide să construiască o mănăstire unică în lume prin frumusețea și măreția sa. Astfel, el este hotărât să le ofere meșterilor averi, îi va face boieri dar, în același timp, îi amenință că în caz de nereușită vor muri. Domnitorul dorește construirea mănăstirii nu numai din orgoliu sau pentru perpetuarea unei tradiții, ci și pentru a sanctifica acel loc, învingând forțele malefice. Se conturează unul dintre conflictele baladei între voievod și constructori, conflict ce se adâncește pe măsură ce firul epic înaintează.
Intriga baladei conține un alt motiv, cel al surpării zidurilor. Mănăstirea nu se poate înălța deoarece forțele iraționale se opun ridicării unui lăcaș de cult pe acel loc. Tot ce construiesc meșterii în timpul zilei, noaptea se surpă. Accentul cade pe acțiune, care este dinamică. Preponderența verbelor și a substantivelor probează tenacitatea cu care meșterii își urmăresc idealul și doresc să învingă răul. Surparea zidurilor este un moment dramatic, pentru ca domnitorul îi amenință iarăși cu moartea pe meșteri.
În sprijinul zidarilor intervine Divinitatea, „o șoaptă de sus”. Desfășurarea acțiunii începe în momentul în care Manole, ca ales al Divinității, visează că zidurile vor rezista numai dacă meșterii vor zidi în temeliile construcției prima femeie – soție sau surioară – care va veni în ziua următoare cu bucate.
Meșterii jură să păstreze secretul, dar sunt neliniștiți. Cel mai îngrijorat este Manole care, a doua zi, dis-de-dimineață, cercetează zarea pentru a afla care este femeia destinată zidirii. Propoziția interogativă și interjecția „vai” dovedesc suferința meșterului când observă că cea care se apropie este chiar Ana, soțioara lui. Constructorul trăiește o drama de consecință, pentru ca este nevoit să zidească ce are mai de preț. Sperând să schimbe destinul, el se adresează Divinității ca s-o oprească. Cerul se înduplecă și răspunde rugăminților omului, dezlănțuind stihiile naturii, în încercarea de a o opri pe Ana. Fenomenele naturale sunt hiperbolizate, evidențiind astfel și mai mult calitățile Anei, pe care nimic nu o poate întoarce din drum.
Punctul culminant este motivul zidirii treptate asupra căruia autorul anonim insistă până la detaliu. Dovedind o deosebită tărie de caracter, Manole își învinge durerea și începe s-o zidească. El suferă nu numai pentru că nu poate înălța mănăstirea, ci pentru ca nu o poate face fără sacrificiul Anei. Drama sufletească se adâncește, dar cel care va învinge este artistul. Focul iubirii se contopește cu focul creației, devenind o forță mistuitoare. Ana acceptă jocul și în timpul zidirii treptate – acesta fiind motivul central al acestei părți - invocă, pe rând, durerea trupului, plânsul copilului pe care-l poartă-n ea și sfârșitul pe care și-l presimte, căci în cele din urmă își dă seama că este condamnată. Alături de Manole, ea cucerește veșnicia.
Deznodământul pune în prim-plan motivul conflictului feudal. Jertfa Anei nu a fost de ajuns. Pentru ca au nechibzuința să afirme că ar putea construi o mănăstire și mai frumoasă, domnitorul îi lasă să moară pe acoperiș. Încercând a-și depăși condiția, ca legendarul Icar, își fac aripi din șindrilă, dar nu reușesc să zboare, se prăbușesc și mor.
Glasul mult iubit al Anei îl tulbură pe Manole care înțelege că și-a îndeplinit menirea creatoare. Pentru el în viața de aici nu mai există fericire și nici dragoste. De aceea pleacă s-o întâlnească pe Ana în singurul mod care-i mai era posibil- prin moarte. Pe locul unde se prăbușește Manole izvorăște o apă, simbol al vieții și al creației veșnice. Puterea stăpânului îl doboară pe artist, dar creația lui înfrunta veacurile. Prin perfecțiunea ei, creația intră în eternitate și, o data cu ea, iubirea de viață, de artă.